# کنفیک (تگزاس)
کنفیک، تگزاس(به انگلیسی: Kenefick, Texas) شهری در ایالت تگزاس از ایالات جنوبی ایالات متحده آمریکا است. در سرشماری سال ۲۰۰۰، جمعیت این شهر ۶۶۷ نفر اعلام شد.